# فتح الله بن هبة الله الشيرازي
السيد كمال الدين فتح الله بن هبة الله بن عطاء الله الحسيني الشيرازي (ت. 1098 هـ). هو رجل دين وفقيه شيعي إيراني كان يعيش في العهد الصفوي وقد تقلَّد القضاء في أصفهان بطلب من الشاه سليمان الصفوي، وقد ترجم له محسن الأمين قائلاً عنه أنَّه «من الطائفة الشاهية المعروفين بمعرفة غوامض الحواشي الجلالية»، وذكر أنَّ الشاه سليمان قد طلبه «من أردكان وجعله قاضياً بأصفهان»، فيما ذكر آغا بزرگ الطهراني نقلاً عن بعض المصادر أنَّه «كان أولاً قاضياً ببلدة لار ثم جعله شاه سليمان قاضي إصفهان مدة مديدة إلى أن استعفى فصار قاضياً بشيراز»، وأكَّد أن وفاته كانت بأصفهان إذ قال «ولم يتيسر بها أموره فرجع إلى إصفهان إلى أن توفي بها».

## مؤلفاته
من مؤلَّفاته التي ذكرها الطهراني في مواضع متفرِّقة من موسوعته الذريعة إلى تصانيف الشيعة، ومحسن الأمين في ترجمته له في موسوعته أعيان الشيعة:
| - الإمامة. ذكره الطهراني في الذريعة قائلاً أنَّه قد «أدرج فيه مناظراته مع المولى عبد الرحيم اللاري الصحاف المدرس بالمدينة المنورة، وقد ألفه في أواسط عمره حين توجهه إلى مكة المعظمة». | - البديع في علم البديع. ذكر الطهراني هذه الرسالة في موضعين من الذريعة. - تاريخ شاه فتح الله. |